# Château de Montaigu (Meurthe-et-Moselle)
Pour les articles homonymes, voir Château de Montaigu.

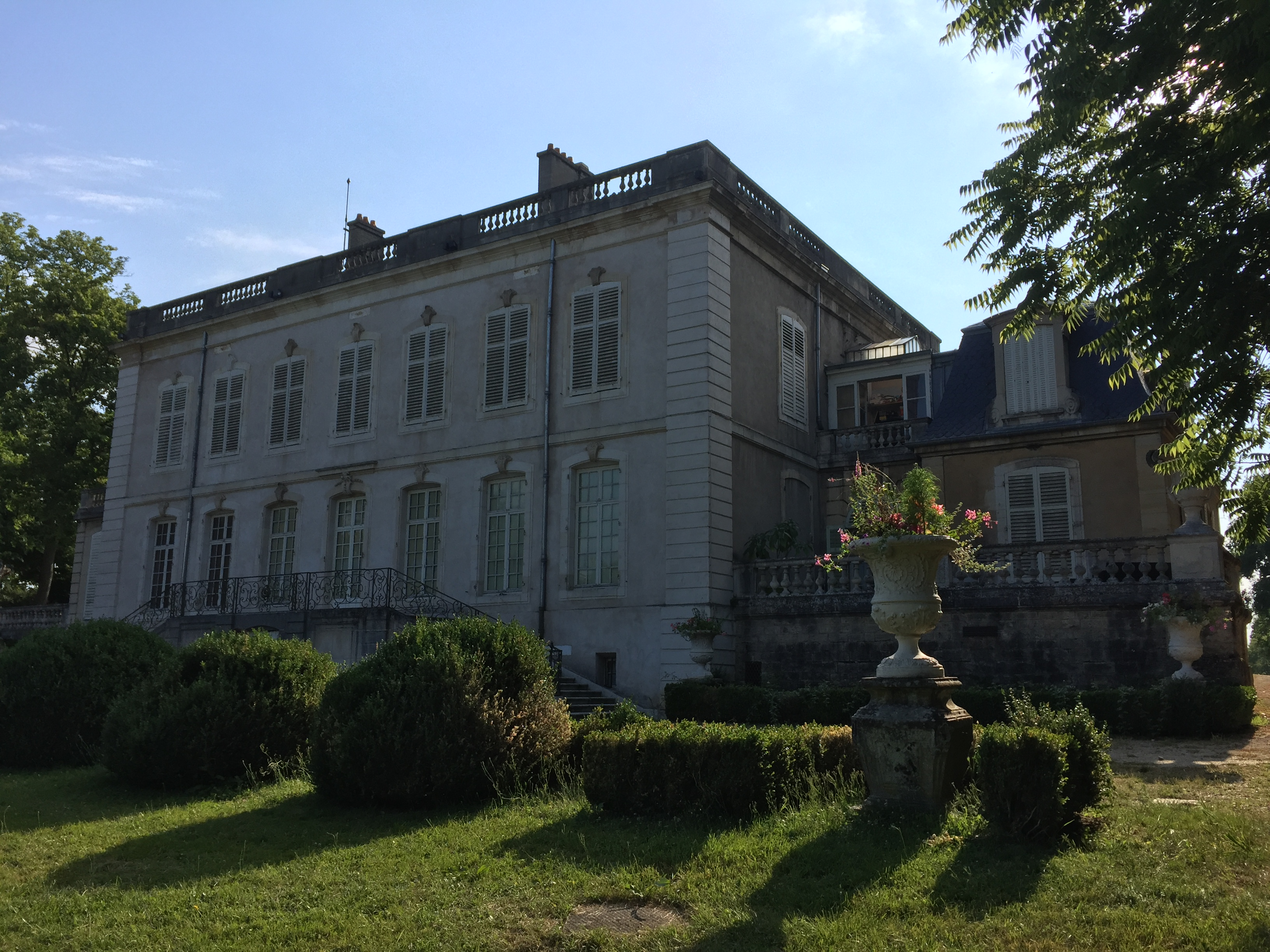
Arrière

Le château de Montaigu est situé sur la commune française de Laneuveville-devant-Nancy près de Nancy, dans le parc de Montaigu (qui s'étend également sur Jarville-la-Malgrange), à proximité du Musée de l'Histoire du fer.
En 2020 le château obtient le label Maisons des Illustres du fait de la collection remarquable constituée en leur demeure par Suzanne et Édouard Salin.

## Historique

### DuXVIIeauXIXesiècle

#### L'ermitage et la chapelle
Au XVIIe siècle apparaissent les premières traces d'un lieu nommé Montaigu aux alentours de Nancy, entre Jarville-la-Malgrange et Laneuveville-devant-Nancy. Ce nom désigne alors un ermitage fondé par Raphaël Hanzelin en 1608 dans un oratoire qui deviendra la future chapelle. Elle porte le nom de la statue qu'elle abrite : Notre-Dame de Montaigu. L'ermitage disparaît, puis en 1625, la chapelle de Montaigu est bénite.
En 1793, sous la Terreur, la statue de Notre-Dame de Montaigu et le chœur sont détruits, la chapelle est pillée et dévastée.
Au début du XIXe siècle, Nicolas Poupillier (ancien négociant) fait relever la chapelle de Montaigu avant de s'y faire enterrer avec sa femme Marthe-Françoise Poupillier. Leurs marbres funéraires y sont encore visibles aujourd'hui,.
En 1931, la chapelle de Montaigu a été déplacée pour son emplacement actuel. Le déménagement s’explique par la proximité de la voie ferrée Paris-Strasbourg, les trains fréquents créant des vibrations préjudiciables à la chapelle et à son décor. Le chantier a été dirigé par les propriétaires de l'époque : Suzanne et Édouard Salin. Lui, archéologue, a réalisé des fouilles pour mieux comprendre l'histoire du bâtiment religieux. Lors de ce déplacement pierre par pierre les fondations de l'ermitage mitoyen à la Chapelle et les restes du chœur abimé ont été retrouvés.

#### Le pavillon de chasse du comte de Rennel
Au XVIIe siècle et jusqu'au début du XVIIIe siècle, René Rennel — chancelier des comptes de Lorraine — et sa famille possèdent un lieu-dit, les Haut de Bourgomay, propice à la chasse, alliant forêts et vue surplombant la vallée de la Meurthe. À la fois maison secondaire et pavillon de chasse de la famille Rennel, le domaine et les terres sont plantés de vignes et d’arbres fruitiers

#### La maison de plaisance de la famille Prévost
En 1757, Bon Prévost — Receveur Général des Fermes de Lorraine — et sa femme achètent le domaine de Montaigu pour en faire une demeure agréable où élever leur fille unique, Adélaïde Edmée Prévost. La famille fait donc construire une maison de plaisance à flanc de colline (date de construction et architecte inconnus). De la construction du XVIIIe siècle, subsistent sur la façade Est du château de Montaigu, l'élévation en sept travées, la terrasse, la double rampe d'escalier et les ferronneries d'art.
Le choix des Prévost de faire construire leur demeure familiale à Jarville-la-Malgrange s’explique par la proximité du château ducal de La Malgrange, construit en 1737 par Stanislas Leszczynski, duc de Lorraine.
Bon Prévost meurt en 1763. Sa veuve vend le domaine et la maison de plaisance en 1766.

#### Le château de Montaigu du marquis de Vaugiraud
En 1856 Joséphine Coralie Lebègue de Passoncourt, héritière et propriétaire du domaine, épouse le marquis Maxime de Vaugiraud, ancien officier de dragon. Ces nouveaux propriétaires vont faire du domaine de Montaigu un château. Entre 1860 et 1890, plusieurs projets de rénovation sont étudiés par les propriétaires, jusqu’au choix de l'architecte Albert Jasson pour rendre la demeure plus vaste et plus noble.
Sont alors ajoutés des ailes basses, des petits pavillons… Un avant-corps inspiré du château d'Asnières est construit au centre, des ferronneries de l’atelier de Jean Lamour décorent le balcon de la façade Ouest. La façade Est n'est pas changée, à l'exception d'un petit corps de bâtiment au Sud et d'une décoration sculptée ornant la porte d'entrée. Enfin, la toiture est modifiée dans le style Napoléon III.
Les Vaugiraud restent propriétaire du château de Montaigu jusqu'au lendemain de la Première Guerre mondiale, puis vendent leur bien à Édouard Salin et sa femme Suzanne Salin.

### AuXXesiècle

#### L'incendie de 1921
Le 9 novembre 1921, un incendie se déclare au château de Montaigu, récemment acquis par les Salin. L'incendie, parti d'une défaillance du chauffage central, devient rapidement incontrôlable et ravage le bâtiment. Les dégâts vont des toitures qui s'effondrent aux biens mobiliers et aux décorations à l'intérieur du château. Édouard Salin, aidé du personnel présent dans le château au moment de l'incendie, réussit à sauver des flammes les meubles en les disposant dans le parc.

#### Restauration par Le Bourgeois
Très peu de temps après l'incendie, Édouard Salin confie à Pierre Lebourgeois (1879-1971) les travaux de restauration du château de Montaigu, que le propriétaire nomme Domus Restituta ou Maison Française. Ils décident ensemble d'utiliser des techniques de construction nouvelles, tout en respectant le style, l'époque et l'histoire du château.
La toiture est refaite, en utilisant du ciment, du béton armé et une nouvelle charpente portée par une base métallique, elle-même soutenue par des tirants en acier. La forme du toit est changée pour correspondre davantage au style XVIIIe. La forme est plus basse, couverte d'ardoise, entourée d'une terrasse avec un garde-corps. Cette toiture est directement inspirée des constructions de la place Stanislas dues à l’architecte Emmanuel Héré.
Édouard Salin élabore une philosophie particulière lors de la rénovation du château de Montaigu : celle de faire cohabiter harmonieusement les époques. Ainsi, Salin imagine Montaigu comme un conservatoire artistique, de l'archéologie à l'art contemporain de l’époque. Il établit un « programme » concernant la collection de meubles, élabore une décoration précise (parfois par thèmes), donne une indication musicale pour chaque pièce et acquiert du mobilier, des statues, des tableaux…

#### Occupation pendant la Seconde Guerre Mondiale
Un panneau posé sur la façade Ouest du château de Montaigu indique :
DOMUS SERUATA - NISI DOMINUS - CUSTODIT DOMUM - FRUSTRA UIGILAT - QUI EAM CUSTODIT - 1939-194.
Cette inscription fait écho à l'occupation d'une partie du château durant la Seconde Guerre mondiale et de la présence d’Édouard Salin, veillant sur sa propriété.

### AuXXIesiècle

#### Legs du château de Montaigu
Suzanne et Édouard Salin, n'ayant pas de descendance, décident de léguer le château de Montaigu aux institutions locales en 1979, à condition que la propriété puisse être ouverte au public. Ils laissent donc :
- le domaine, la chapelle (qui fut déplacée à la suite de la création de la voie ferrée voisine) et les murs du château à la Ville de Nancy
- l'intérieur (meubles, peintures, collections) à la Société d'histoire de la Lorraine et du Musée lorrain

Une partie du parc, déjà amputée dans les années 1847 lors de la création de la ligne de chemin de fer, est cédée en 1955 afin d'y édifier le Musée de l'Histoire du fer construit entre 1961 et 1966.
La chapelle de Montaigu dans le parc du château, a été inscrite au titre des Monuments historiques par l'arrêté du 22 janvier 1934. Le château a été inscrit le 6 décembre 1957. Ses façades et toitures sont classées le 27 janvier 1958. Les dépendances ont quant à elles été inscrites le 7 avril 1998. Le parc de Montaigu est un site classé de 14 hectares.

## Le château de Montaigu aujourd'hui

### Ouverture au public
- Première ouverture au public années 1980 - 2005
- Réouverture au printemps 2017

### Label Maison des Illustres
À la suite de la commission nationale d'attribution du label Maisons des Illustres, tenue le 19 novembre 2019 au ministère de la Culture, le château de Montaigu a été labellisé Maison des Illustres Édouard Salin, soulignant ainsi la qualité de la demeure, des collections et des travaux scientifiques d’Édouard Salin,.

### Les événements du château
- En 2019, le château de Montaigu a ouvert tous les week-ends du 4 mai au 29 septembre et a accueilli 992 visiteurs et visiteuses parmi lesquels 60% venaient de la Métropole Grand Nancy[8].
- En 2021, pour sa cinquième année d'ouverture printanière et estivale, le château de Montaigu a accueilli ses publics le week-end des 22 et 23 mai avec une programmation familiale : visites guidées du château et de ses extérieurs, fanfares, déambulation des vélos, spectacles équestres… Les œuvres d'Art contemporain de l'artiste Gilbert1[9] ont pris place « dedans-dehors »[10]. Lors de la réouverture 2021 a été lancé le site internet du Château de Montaigu.

### Les pièces ouvertes à la visite

#### Rez-de-chaussée

##### Le vestibule
Au remaniement de Salin après l'incendie de 1921, le vestibule prend la place de salle à manger des Prévost, à laquelle on accédait directement depuis le parc. Devenue une pièce d'entrée, le dallage en pierre est conservé et les murs sont redécorés au style Régence. La pièce est sobrement décorée, avec de nombreuses figures religieuses comme des représentations de la Vierge à l'enfant datant du 14e et du XVe siècle. Sont également exposés dans ce vestibule des coffres du XVIe siècle, une table console Louis XV et une sculpture de cheval chinois datant de la Dynastie Tang.

##### La salle à manger
L'actuelle salle à manger a pris la place de la salle de billard, rappelée par le pavage noir et blanc conservé lors des modifications de Salin. Sa décoration a été réalisée par Adrien Karbowsky, qui a créé de nombreux plans, esquisses et peintures pour restaurer le Château de Montaigu. Dans la salle à manger A. Karbowsky a représenté les bienfaits apportés par la nature. Il a utilisé des lambris de stuc pour y tendre des lampas représentant des paniers remplis de roses, dont s'envolent des papillons. Un grand panneau en lin brodé célèbre la vigne, la nature et les moissons. Il fait face à la cheminée, elle-même ornée d'un buste et de brûle-parfums en bronze d'époque Louis XVI. Le mobilier en citronnier massif, mélange les styles Louis XVI et Art Déco. Il allie les formes à la fois raides et souples et les décorations de grappes de raisin et d'étoiles.

##### Le grand salon
Le grand salon a particulièrement souffert de l’incendie de 1921, ce qui a nécessité une décoration entièrement nouvelle, alliant modernité et éléments du passé. Le décor du grand salon est d’une particulière richesse. Les murs sont recouverts de toiles marouflées peintes en 1924 par Adrien Karbowsk. Les peintures murales représentent le dernier acte de l'opéra de Christoph Willibald Gluck, Orphée et Eurydice. Sont représentés l'amour triomphant, les couples amoureux et des guirlandes de roses et de lierre, associées aux bouquets de tulipes. Cette scène fleurie et paysagée évoque le parc de Montaigu sur lequel donnent les fenêtres du grand salon.
Le mobilier et la cheminée ont également été pensés par Adrien Karbowsky. Des sièges en bois dorés inspirés du style Restauration sont ornés de riches sculptures de bouquets de roses et d'églantines. Un meuble d'appui et de nombreuses tables sont décorées de motifs floraux ou animaliers, réalisés dans divers bois fruitiers.
Toujours en lien avec la volonté d’Édouard Salin de solliciter plusieurs époques, des encoignures Nicolas Petit côtoient une sculpture de jeune fille en marbre grec du IIIe siècle av. J.-C., une grande potiche d'époque Ming et des antiquités égyptiennes.

##### Le salon de musique
La pièce est décorée en suivant le thème précis de la musique. Au centre de la pièce se trouve un clavecin Philippe Denis, réalisé en 1674 puis décoré de « laques à la manière de Chine » au cours du XVIIIe siècle. Aux murs sont disposés quatre panneaux sculptés représentant des partitions et des instruments de musique. Dans cette pièce de style Restauration, on peut voir des parcloses venues de l'Abbaye d'Écurey, une toile de Jouy décorée de chinoiseries, deux Jardins de la villa romaine de Jean-Honoré Fragonard, des bustes, portraits, sculptures et autres meubles et peintures,…

##### Le salon vert
Décoré de boiseries aux tons vert d'eau et de peintures décoratives sur le thème de l'amour, le salon vert est dans le goût du XVIIIe siècle avec une œuvre de Nicolas Lancret et des meubles de grands ébénistes parisiens. S'y trouvent donc : un secrétaire à pente estampillé J. Dubois, une commode demi-lune Roger Vandercruse, un chiffonnier Jean-Henri Riesener. Édouard Salin n'oublie pas de célébrer les artistes lorrains en disposant sur la cheminée une terre-cuite de Clodion, sculpteur nancéien.

##### Le cabinet de travail d’Édouard Salin
Cette pièce ayant souffert de l'incendie de 1921, les lambris style Régence en bois naturel ont été refaits. Le grand bureau en bois noir et ébène décoré de bronze rappelle le style d'André-Charles Boulle. Il fait face à une tapisserie du XVIe siècle représentant la vie seigneuriale. Les restes des éléments de décoration sont des symboles religieux : une Annonciation par un peintre espagnol, un Épisode de la vie de Saint Jean-Baptiste, deux peintures vénitiennes du XIVe siècle Saint Jean l'Evangéliste et saint Jean-Baptiste. Ces dernières sont les plus anciennes du Château de Montaigu. Dans le cabinet de travail, on trouve aussi des vases chinois de la dynastie Han et des faïences persanes dont une de Ray (Téhéran) du VIIIe siècle.

#### L’étage

##### La cage d'escaliers et le couloir
La cage d'escalier et le couloir invitent à atteindre le premier étage et continuer la visite du château de Montaigu. Dans l'escalier sont exposés trois vestes en soie brochée du XVIIIe siècle et deux bustes funéraires de Palmyre, du IIe siècle. Dans la cage d'escalier du premier étage se trouve un carton de tapisserie de Karbowsky représentant le château du Grand Jardin, ancienne propriété de la famille Salin. Dans l'esprit des souvenirs de famille est présenté le volant de dentelle au Point d'Alençon porté par Suzanne Salin lors de son mariage.
Le couloir dessert les chambres du château.

##### La chambre lorraine
Dans cette pièce, Édouard Salin a souhaité mettre en valeur l'art et l'artisanat lorrain : autour d'un lit à colonnes du XVIIIe siècle, venant probablement de Mirecourt, on trouve des objets d'art populaire et des objets traditionnels lorrains comme la lampe à huile, les chaises au dossier cadre, à l'assise en trapèze et aux pieds tournés. Des gravures du XVIIIe siècle occupent les murs,.

##### La chambre Louis XVI
Adrien Karbowsky a également œuvré dans une des chambres du château : celle de madame Suzanne Salin. La pièce est nommée « chambre Louis XVI » et présente un décor architecturé dans les tons bleu-gris et bleu ciel, avec une corniche décorée d'oves. Dans ce décor romantique, les portes des placards portent des colombes, des roses, du lierre et des thyrses. Une peinture formant le dessus-de-porte représente les Amours à la chèvre et rappelle les sculptures du parc du château. Face à face dans la pièce, un lit en chaire à prêcher et une cheminée en marbre ayant appartenu à Madame de Pompadour, dans une maison de campagne de Fontainebleau. D'autres meubles donnent à cette chambre des airs du XVIIIe siècle : une bergère Louis Delanois, une table à coiffer Pierre Roussel, un ensemble de Têtes de femmes par Gilles Demarteau d'après François Boucher dont une, la plus petite, représente Notre-Dame de Montaigu.

##### La chambre d’Édouard Salin
La chambre d’Édouard Salin, également appelée « Salle des Grandes Invasions », est la pièce maitresse de cette Maisons des Illustres, car elle présente des collections archéologiques acquises ou issues des fouilles réalisées par Salin. Cette collection d'archéologie mérovingienne était installée dans le bureau d'Édouard Salin avant d'être déplacée dans sa chambre en 1949.
La collection archéologique est scénographiée dans de grandes vitrines de bois, à la façon des pratiques muséographiques de l'époque. Alors que les autres collections du château sont présentées comme des objets décoratifs, la collection d'archéologie reflète une volonté de conservateur, plus que de collectionneur.
Différentes collections se rencontrent dans ces vitrines : les objets provenant des fouilles des nécropoles représentent la diversité des productions du haut Moyen Âge et les armements, verreries, céramiques, monnaies, parures, accompagnant les défunts. L'autre partie des collections exposées se composent des fouilles archéologiques d'Édouard Salin, constituant un ensemble de références techniques et stylistiques.
Dans les vitrines, certains objets se distinguent par leur intérêt culturel. Par exemple, parmi la collection de fibules, une fibule saxonne présente un riche décor animalier. Elle est issue des fouilles de la nécropole du Champ des tombes de Pompey. Une corne à boire de Tantonville à la façon d'une corne d'animal est également un témoin des offrandes laissées dans les tombes.

## La collection

### La collection Salin
Après l'incendie de 1921 qui n'a épargné que très peu de pièces, de décors et d'objets, le choix a été fait de constituer une collection mémorielle, faisant référence aux différentes époques que le château a traversées. Constituée par Édouard et Suzanne Salin, la collection a vocation à « éveiller et entretenir le goût et le sens du passé ». Ainsi, les objets, sculptures, peintures, meubles de toutes époques et de toutes origines s'entremêlent. Bien que simples amateurs de belles choses mais également érudits (Édouard Salin était membre de l'Académie des inscriptions et belles-lettres), les Salin assemblent des objets avec goût et discernement tout en créant une harmonie, une unité autour d'un thème ou d'un motif.
Une partie de la collection provient d'héritages, de ventes aux enchères et d'antiquaires. Salin, loin d'avoir un budget de collectionneur averti, achète, négocie, enchérit sur les objets qu'il affectionne et qui correspondent aux programmes établis par le collectionneur : le programme d'acquisition du mobilier et le programme d'agencement du mobilier. De cette façon, la collection se constitue dans le temps, à force de recherches et de présence en salles de ventes.

### Les objets phares

#### Clavecin par Philippe Denis
Exposé dans la salle de musique du château de Montaigu, le clavecin a été réalisé en 1674 par Philippe Denis avant d'être modifié et remanié au XVIIIe siècle.
Avec sa forme d'aile d'oiseau fait de bois sculpté, laqué et doré à la manière chinoise, le clavecin allie la musique et la peinture. Il est soutenu par un support laqué rouge à filets d'or et tient sur 6 pieds décorés de palmettes et de volutes. Sur le côté paré de chinoiseries en or et noir sur fond vermillon, une jeune femme porte des fleurs, entourée de nuages, de rameaux, de cassolettes… Sur l'abattant du clavecin se dessine une scène d'oiseaux perchés sur un des arbres fleuris avec des jeunes femmes marchant sur un pont et d'autres personnages. Les touches du clavecin sont en ivoire peint en noir, à l'exception des dièses.
Parmi les quatre clavecins de Philippe Denis connus dans le monde, celui-ci est le seul encore en état de jeu.

#### Bureau à pente par Jean Dubois
Sur la face nord du salon vert se trouve le bureau à pente d'applique réalisé par Jacques Dubois, un des plus grands ébénistes du règne de Louis XV. La forme du bureau à pente, pouvant également être appelé secrétaire ou bureau dos d'âne, trouve son origine dans l'habitude de poser des pupitres sur des tables, pour faciliter l'écriture. Avec le temps, le pupitre est devenu fixe, puis inclus dans la table
L'exemplaire des Salin est d'une richesse rare. C'est un bureau d'applique, comme le montre le travail d'ébénisterie, de décors et de peintures uniquement sur trois faces du meuble, le destinant à être positionné dos à un mur.
Le meuble est tout en courbes et en contre-courbes : le piètement est haut et cambré, les faces sont galbées. Les décors de bronze accentuent les formes franches du bureau avec des détails déchiquetés de rinceaux, rocailles et autres guirlandes de fleurs. Pour compléter le style « Dubois » s'ajoutent aux bronzes les décors de laque de Chine, très appréciés par l'ébéniste et pas les aristocrates qui forment sa clientèle.

## Le parc de Montaigu
Le parc s'étend entre le château de Montaigu et le Féru des Sciences (anciennement Musée de l'histoire du Fer), et comporte un parcours de santé.

### Parc de sculptures

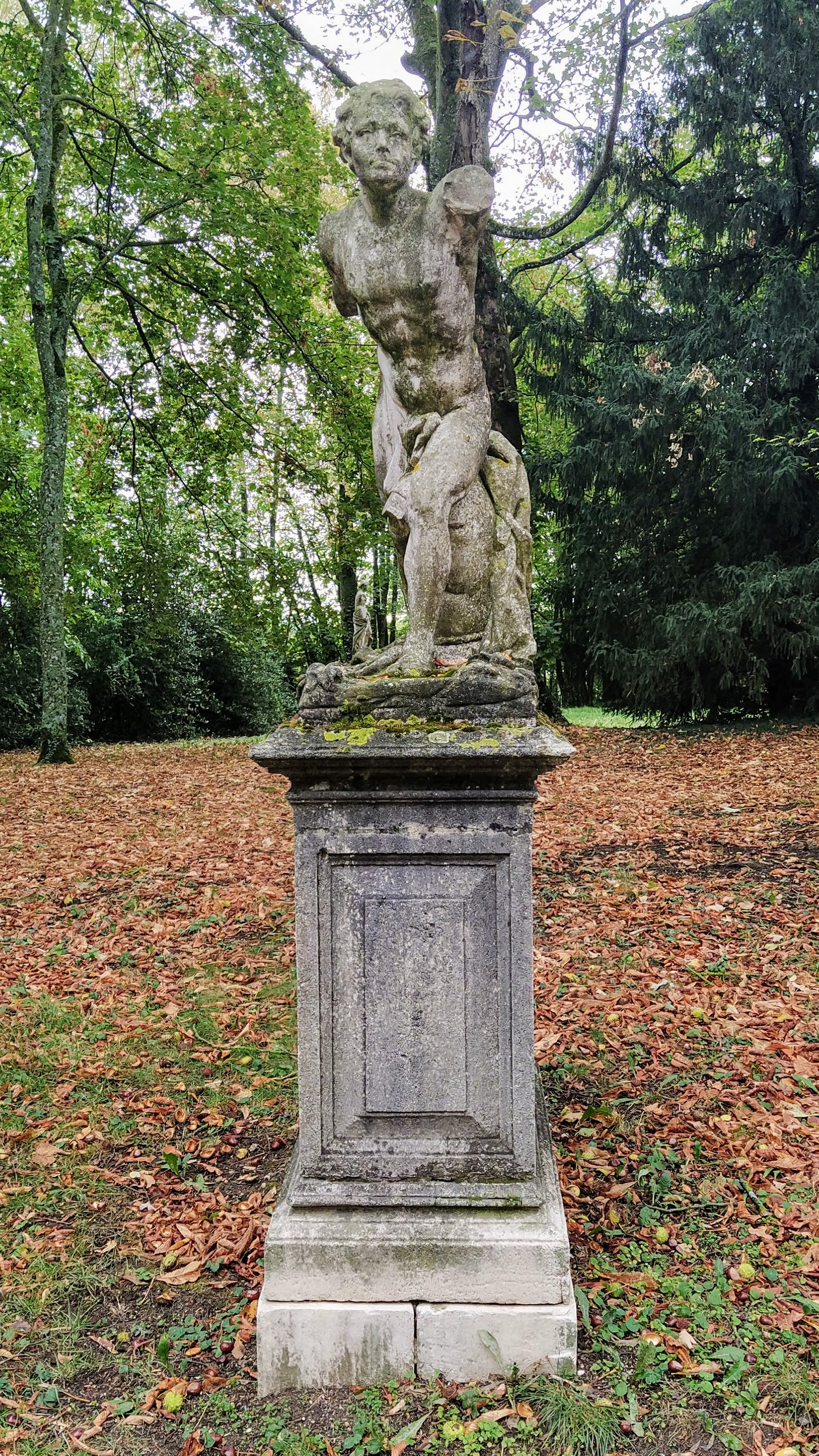
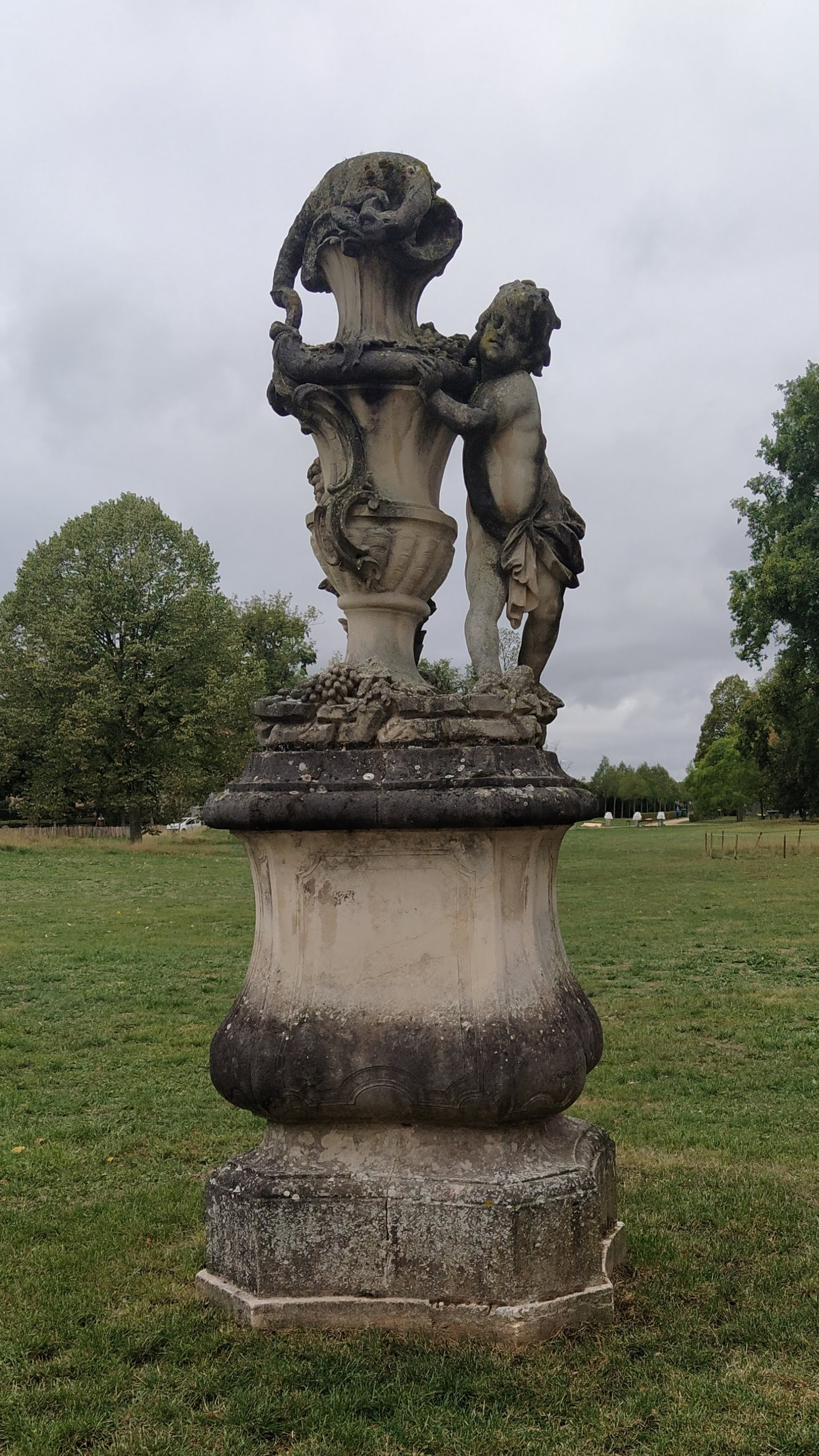
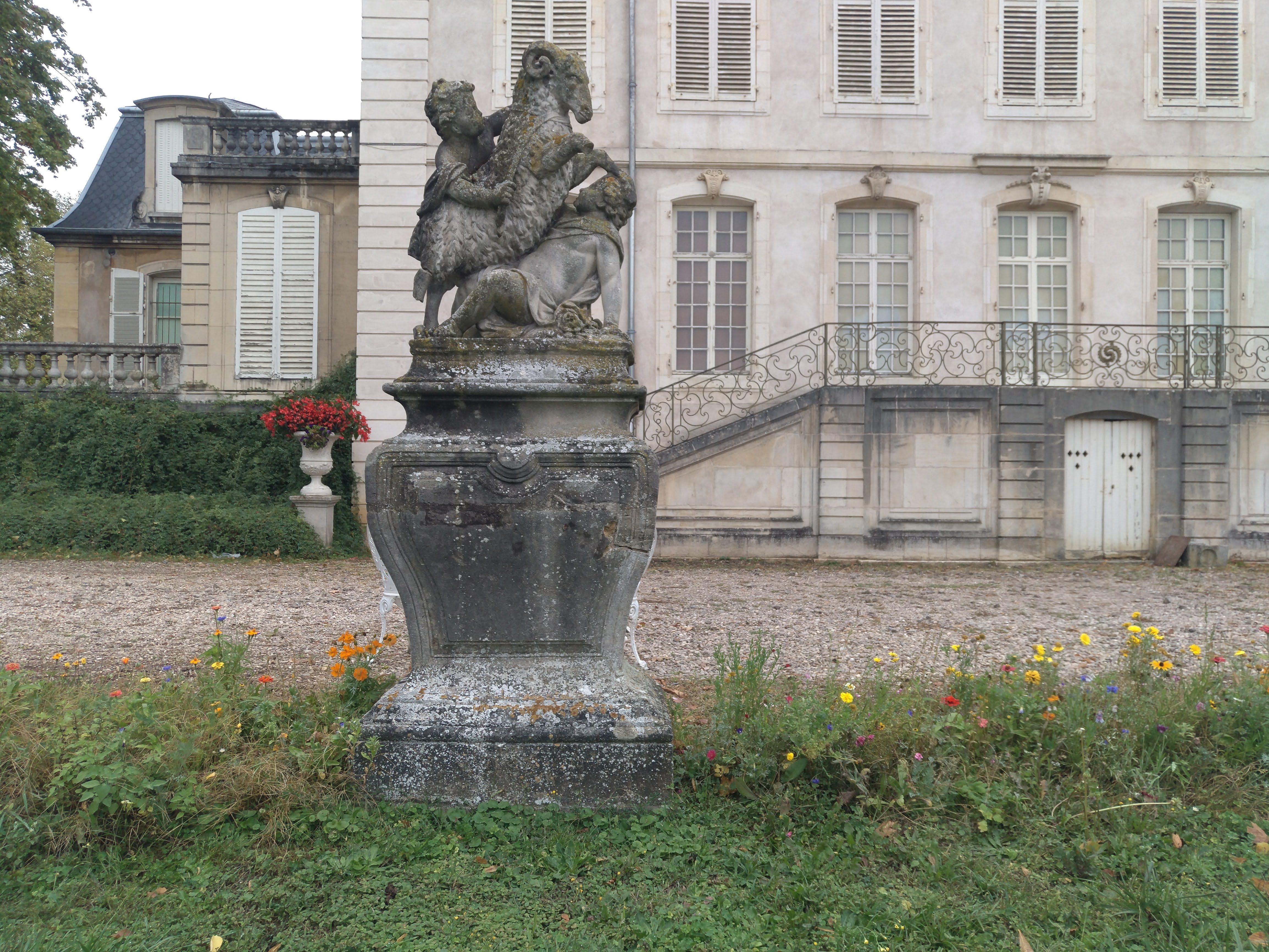